# Eygurande
Eygurande (okcitansko Eiguranda) je naselje in občina v južnem francoskem departmaju Corrèze regije Limousin. Leta 2006 je naselje imelo 720 prebivalcev.

## Geografija
Kraj leži v pokrajini Limousin 20 km severovzhodno od Ussela.

## Uprava
Eygurande je sedež istoimenskega kantona, v katerega so poleg njegove vključene še občine Aix, Couffy-sur-Sarsonne, Courteix, Feyt, Lamazière-Haute, Laroche-près-Feyt, Merlines, Monestier-Merlines in Saint-Pardoux-le-Neuf z 2.829 prebivalci.
Kanton Eygurande je sestavni del okrožja Ussel.